# 山形美術館

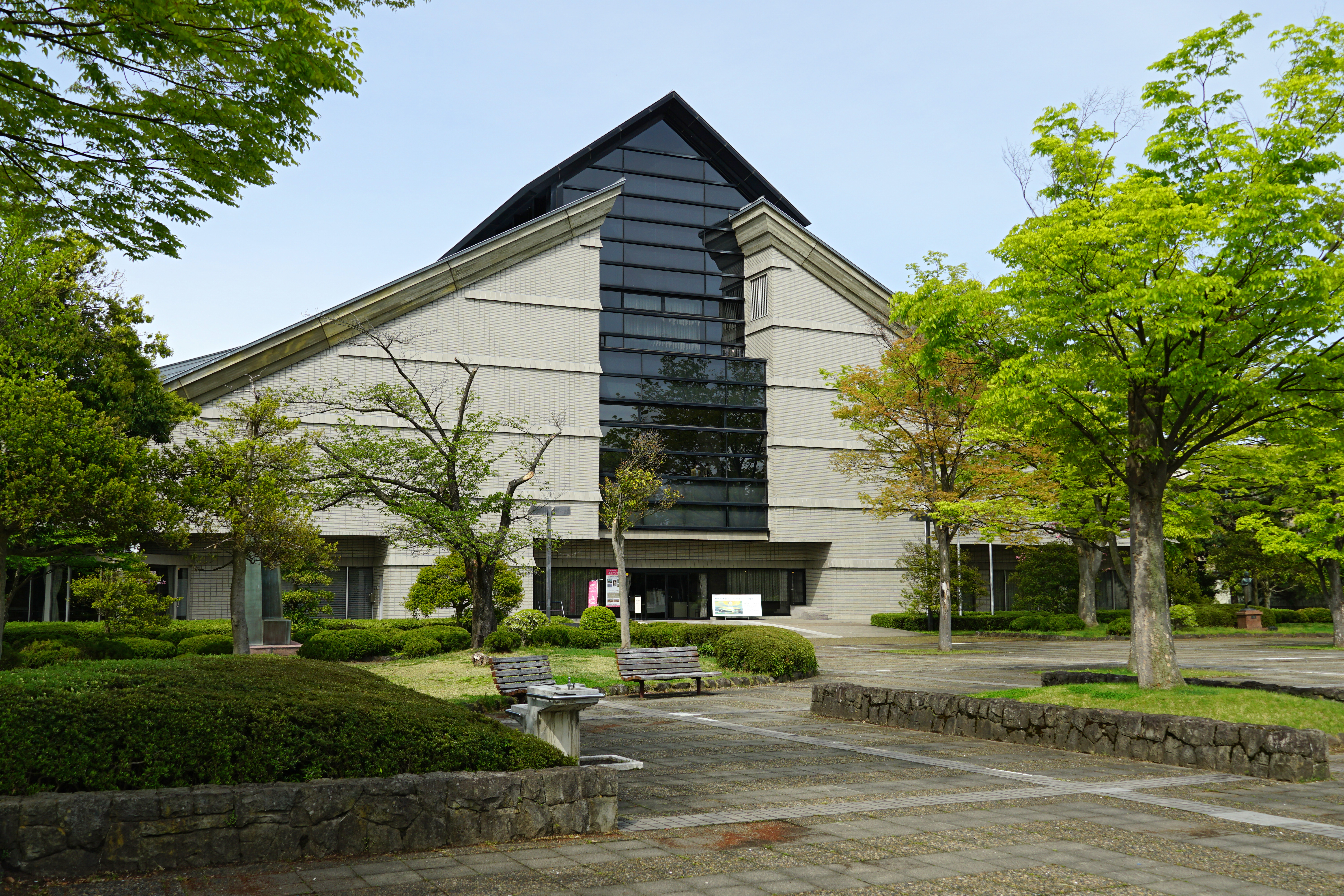
山形美術館

山形美術館（日语：山形美術館、やまがたびじゅつかん）是位於日本山形縣山形市的一座美術館，由公益財團法人山形美術館運營。

## 历史
山形美術館開館於1964年8月，是一座由民間主導運營的美術館，在1979年改為現名。開館之初山形美術館主要收藏日本畫，後吉野石膏捐贈不少作品給美術館，使該館收藏的法國繪畫在東北可稱是首屈一指。